# Guerre de Smalkalde
 (octobre 2020).
Si vous disposez d'ouvrages ou d'articles de référence ou si vous connaissez des sites web de qualité traitant du thème abordé ici, merci de compléter l'article en donnant les références utiles à sa vérifiabilité et en les liant à la section « Notes et références ».
La guerre de Smalkalde, (Schmalkaldischer Krieg en allemand) est le conflit qui opposa les forces de l'empereur du Saint-Empire romain germanique, Charles Quint, commandées par le duc d’Albe et le duc de Saxe, à celles de la ligue luthérienne de Smalkalde. Elle se déroule exclusivement sur les terres du Saint-Empire.

## Contexte
À la suite de la réforme luthérienne, de nombreux États impériaux avaient adopté la nouvelle confession. La maison de Habsbourg qui analysait ces conversions comme une quête d’autonomie croissante au détriment de l'autorité impériale y était naturellement opposée.
À la Diète de Worms de 1521, l'empereur Charles Quint mit Martin Luther au ban de l’Empire et interdit la diffusion de ses écrits. Les décrets de la Diète condamnaient les luthériens à la confiscation de tous leurs biens. Alors qu'il était entendu que Luther devait finalement être arrêté et puni, l'exécution de la sentence fut suspendue à la Diète de Spire en 1526. Celle de 1529 revient sur cette suspension provoquant la protestation d’une partie des participants et consacrant ainsi le terme protestant. L’année suivante la confession d'Augsbourg écrite par Philipp Melanchthon est rejetée par l’empereur.

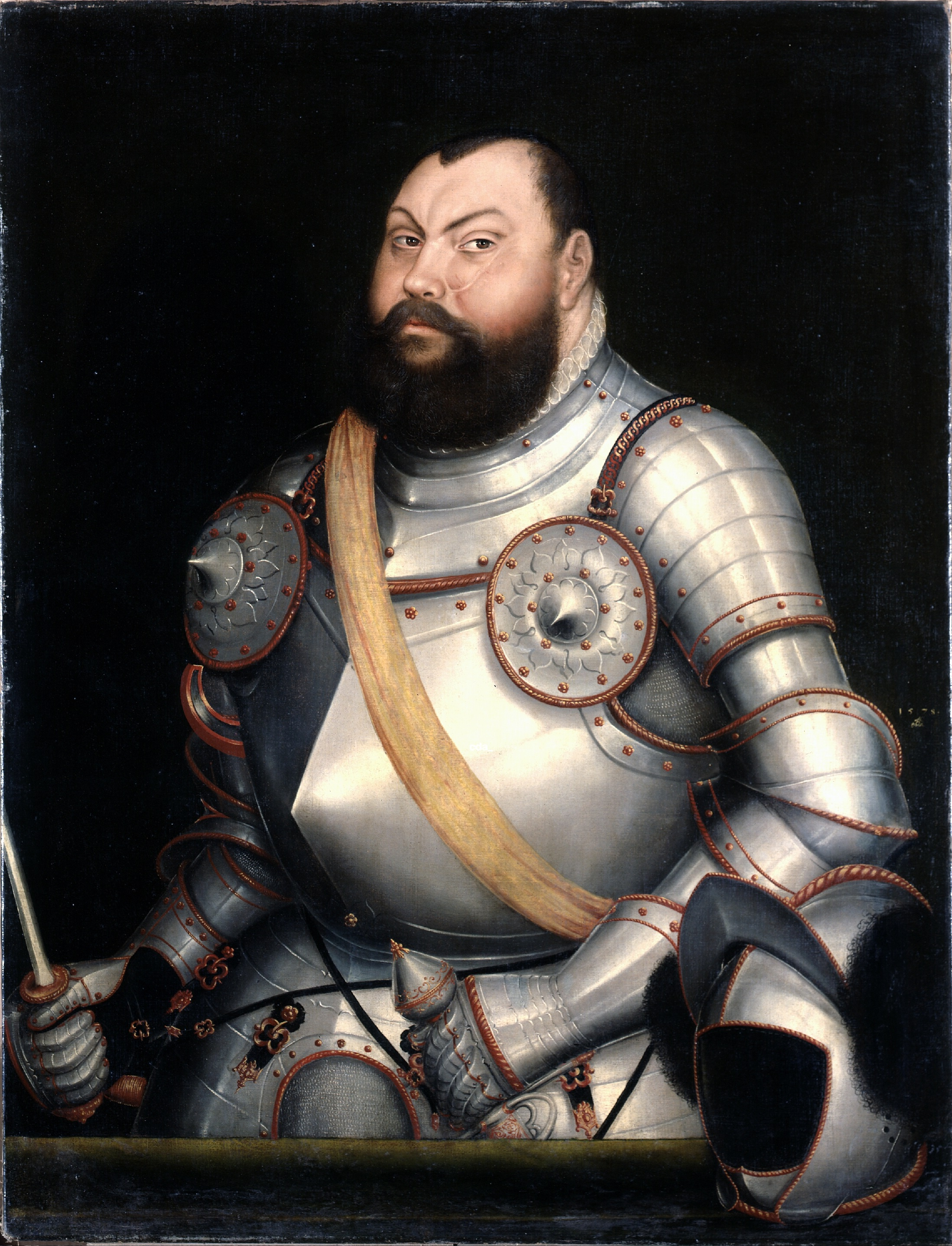
Jean-Frédéric Ier de Saxe

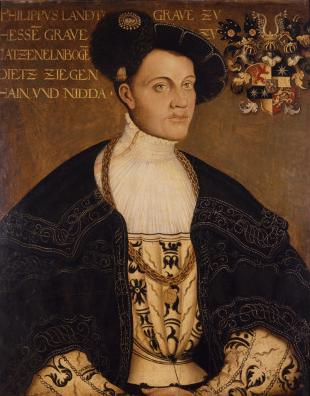
Philippe Ier de Hesse

Plusieurs États luthériens dirigés par l'électeur Jean-Frédéric Ier de Saxe et le Landgrave Philippe Ier de Hesse se retrouvent à Schmalkalden et suscitent la Ligue de Smalkalde en 1531. Dans un premier temps, la paix de Nuremberg de 1532 accorda la liberté religieuse aux membres de la ligue. Mais, en 1544, Charles Quint est de retour en Allemagne après avoir signé le traité de Crépy qui le libère des guerres italiennes. Il noue des alliances non seulement avec le pape Paul III, mais aussi des princes luthériens, comme le duc Maurice de Saxe, cousin albertin du duc de Saxe Jean-Frédéric Ier. En prévision des combats de l'empereur, les dirigeants de la ligue de Smalkalde se réunirent le 4 juillet 1546 à Ichtershausen. Devant le danger imminent, Jean-Frédéric et Philippe de Hesse ont décidé de mener une guerre préventive. La mort de Martin Luther en février a éliminé un obstacle majeur à leur décision, ce dernier ayant contesté à plusieurs reprises la légalité et la moralité d'une guerre contre l’empereur.
L'empereur rassemble une armée d'environ 52 000 hommes (20 000 Allemands, 12 000 Italiens, 10 000 Espagnols et 10 000 hommes des Pays-Bas) pour sa campagne.

## Chronologie
La guerre a éclaté en Souabe quand une armée unie de plusieurs villes impériales luthériennes a occupé la ville catholique de Füssen, une possession des princes-évêques d'Augsbourg, et a poussé les forces impériales à se déplacer vers la forteresse d'Ingolstadt, dans le duché bavarois. Cependant, les projets d'invasion du Tyrol autrichien afin d'empêcher l'empereur d'amener des troupes italiennes ne rencontrent pas l'approbation des princes de la Ligue. Le duc Guillaume IV de Bavière et l'archiduc autrichien Ferdinand Ier de Habsbourg se sont déclarés neutres dans le conflit, permettant à Charles-Quint de concentrer une puissante armée impériale sans être inquiété.
En outre, les dirigeants de Ligue n’ont pas pu se résoudre à livrer bataille contre les troupes impériales retranchées. Le 20 juillet 1546, Jean-Frédéric Ier et Philippe de Hesse furent mis au ban de l'Empire, sous le prétexte qu'ils avaient destitué le duc catholique Henri II de Brunswick-Wolfenbüttel en 1542. Le duc Maurice de Saxe saisit l'occasion et en octobre avec l'aide de Ferdinand Ier de Habsbourg, roi de Bohême, envahit les terres de son rival et son cousin de la branche ernestine, forçant celui-ci à réagir. Jean-Frédéric accourt rapidement de Souabe, libère la Saxe ernestine et envahit à son tour Saxe albertine et les terres de Bohême adjacentes. L’arrivée de l’hiver laisse le conflit armé peu concluant.
En Souabe, les troupes de Philippe de Hesse se montrent inactives, tandis que les villes impériales se sentant abandonnées, comme les princes luthériens, le duc Ulrich VI de Wurtemberg et le comte palatin Frédéric II, décident de se soumettre à l'empereur. Le 28 mars 1547, Charles Quint part pour la Bohême, où il unit ses forces à celles son frère, le roi Ferdinand Ier de Bohême. Les luthériens de Bohême n'ayant fourni aucune assistance militaire à l'électeur Jean-Frédéric Ier, comme ce dernier l'avait espéré, les forces impériales de Charles Quint l'ont contraint à la retraite. En raison de désaccords stratégiques, les défenses de la Ligue furent finalement mises en déroute le 24 avril 1547 à la bataille de Mühlberg, où Jean-Frédéric fut fait prisonnier.

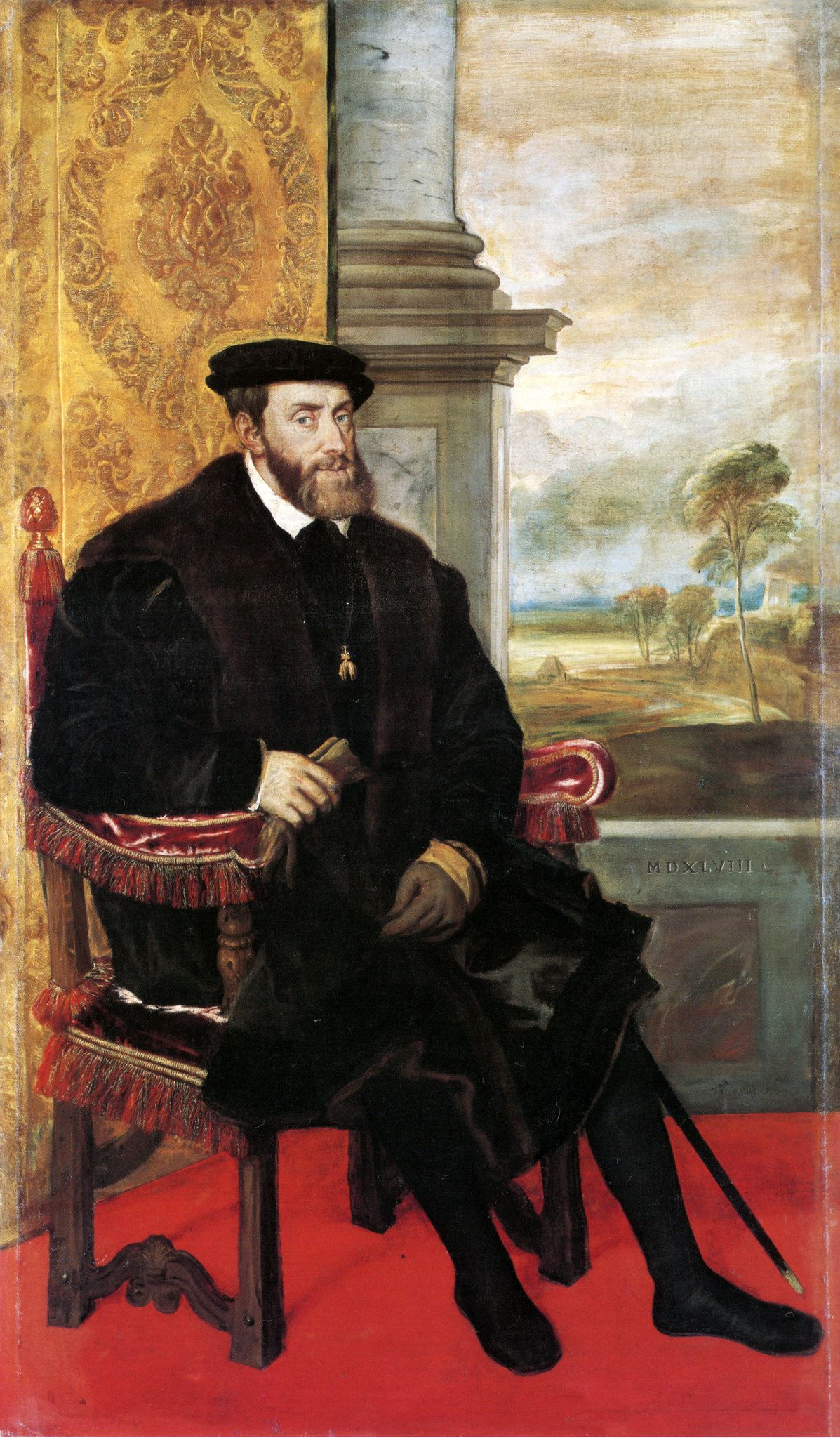
Charles Quint

Après cette bataille déterminante pour la conclusion de la guerre, seules deux villes ont continué à résister : Brême et Magdebourg. Les deux villes ont refusé de payer les amendes que Charles Quint leur avait infligées et ont évité l'occupation par les troupes impériales. Brême a résisté de janvier à mai au siège mené par 12 000 soldats impériaux sous le commandement du duc Eric II de Brunswick-Calenberg. Le siège fut levé à la suite de la défaite des impériaux à la bataille de Drakenburg le 23 mai 1547. Les troupes impériales doivent quitter le nord de l'Allemagne.

## Conséquences
L'électeur capturé, Jean-Frédéric Ier, fut d'abord condamné à mort. Pour obtenir son pardon, il signa le 19 mai 1547 la capitulation de Wittenberg. Il perd la dignité électorale et quelques territoires mineurs de la branche ernestine au profit de son cousin Maurice, élevé au rang d'électeur. Maurice, avec l'aide de l'électeur de Brandebourg, Joachim II Hector a tenté d'intervenir en faveur de son beau-père Philippe Ier de Hesse. Le Landgrave s'est rendu à Halle où il s'est jeté à la merci de l'empereur. Charles Quint le fit néanmoins immédiatement emprisonner laissant les deux électeurs dépités par cette démonstration d'humeur.
Bien que vainqueur, Charles Quint se montre impuissant à lutter contre l'hérésie luthérienne, alors en plein essor. Cependant, le 15 mai 1548, Charles Quint signe à Augsbourg le décret de réintégration des protestants dans l'Église catholique. L'édit provoqua une nouvelle révolte des princes protestants en 1552, connue sous le nom de seconde guerre smalkaldique. Cette fois, les princes protestants étaient dirigés par l'électeur Maurice de Saxe et appuyés par le roi de France Henri II. Charles-Quint doit affronter des forces luthériennes supérieures aux siennes et doit conclure la paix de Passau par laquelle Jean Frédéric Ier et Philippe Ier de Hesse retrouvent la liberté. Un règlement officiel reconnaissant la religion protestante est signé trois ans plus tard sous la forme de la paix d'Augsbourg. 
L'année suivante, Charles Quint abdique volontairement en faveur de son frère Ferdinand Ier.

## Source
- (en) Cet article est partiellement ou en totalité issu de l’article de Wikipédia en anglais intitulé « Schmalkaldic War » (voir la liste des auteurs).